# Derrick Etienne
Derrick Burckley Etienne Jr. (* 25. November 1996 in Richmond, Virginia) ist ein haitianisch-US-amerikanischer Fußballspieler. 

## Karriere

### Verein
Seine Jugend verbrachte Derrick Etienne an der New York Red Bulls Academy und war zudem für die Virginia Cavaliers aktiv. Zur ersten Mannschaft der New York Red Bulls kam er im Januar 2016. Schon zuvor lief er auch für die zweite Mannschaft in der USL auf. Seinen ersten Einsatz dort hatte er am zweiten Spieltag der USL Saison 2015 bei einem 0:0 gegen den späteren Meister, die Rochester Rhinos, in welchem er in der 59. Minute für Victor Manosalvas eingewechselt wurde.
Seinen ersten Einsatz in der MLS hatte er am 11. September 2016 bei einem 2:2 gegen DC United, bei welchem er in der 86. Minute für Daniel Royer eingewechselt wurde. Mit der Mannschaft gelang ihm in der Saison 2016 der Gewinn der Regular Season in der Eastern Conference und der Gewinn des USL Cups.
Danach lief er für die zweite und für die erste Mannschaft auf. Ab der Saison 2018 war er nur noch in der MLS im Einsatz. In derselben Saison gelang ihm mit der Mannschaft auch der Gewinn des Supporters Shield.
Im Sommer 2019 ging er per Leihe bis Ende 2019 zum FC Cincinnati. Anfang Februar wechselte er schließlich zur Columbus Crew aus Ohio, welchen er bis zum Ende der Saison 2022 angehörte und hier den MLS Cup, als auch den Campeones Cup gewann. Zur Spielzeit 2023 wechselte er zu Atlanta United, kam hier aber auch aufgrund von einer Verletzung in der Folgesaison nur noch sporadisch zum Einsatz. Für eine Ablöse von 350.000 € sicherte sich schließlich im April 2024 der Toronto FC sich seine Rechte. Dort spielt er auch noch bis heute.

### Nationalmannschaft
In den haitianischen Fußballnationalmannschaften ist er seit der U17 aktiv und nahm mit diesen an mehreren Turnieren teil. Seinen ersten Einsatz in der A-Nationalmannschaft erhielt er am 9. November 2016, in der Qualifikation zur Karibikmeisterschaft 2017, bei einer 2:5-Niederlage gegen Französisch-Guayana. Mit der Mannschaft gelang ihm unter anderem der erste Platz in der Qualifikation zur CONCACAF Nations League 2019–21, womit die Mannschaft in Liga A starten durfte. Beim Gold Cup 2019 gelang ihm mit seinem Team der Halbfinaleinzug.